# سوگوبینه
سوگوبینه (به صربی: Sugubine) یک منطقهٔ مسکونی در صربستان است که در سینیتسا واقع شده‌است. سوگوبینه ۸٫۵۲ کیلومتر مربع مساحت و ۱۸۳ نفر جمعیت دارد.